# Adam W. Oberlin
Adam W. Oberlin (13 tháng 5 năm 1859 – tháng 11 năm 1921) là một chính trị gia người Mỹ đến từ tiểu bang Ohio. Ông là nghị sĩ Hạ viện Ohio từ năm 1915 đến năm 1916 và là nghị sĩ Thượng viện Ohio năm 1917. Năm 1917, Oberlin mất tích khi đang là ứng cử viên Đảng Cộng hòa tranh cử chức thị trưởng Canton. Bảy tháng sau, ông được tìm thấy ở Norfolk, Virginia khi làm thợ mộc. Ông đến Miami và trở thành Nhân viên Cảnh sát Tòa án Hoa Kỳ cho đến khi qua đời vào năm 1921.

## Cuộc sống và gia đình
Adam W. Oberlin sinh ngày 13 tháng 5 năm 1859, tại một nông trại ở Xã Plain, Quận Stark, Ohio. Cha mẹ ông là Anna (nhũ danh Wenger) và John Oberlin đến từ Quận Lancaster, Pennsylvania. Ông nội của ông là John Oberlin phục vụ trong Chiến tranh Hoa Kỳ–Anh Quốc và ông cố là Mike Oberlin phục vụ trong Chiến tranh Cách mạng. Lúc trẻ, Oberlin học cách khai thác mỏ và vận chuyển than tại mỏ than từ nông trại của gia đình. Oberlin được học tại các trường phổ thông và Học viện Avery ở Canton. Ông tham gia một khóa học kinh doanh tại Đại học Kinh doanh Spencerian ở Cleveland. Năm 1881, Oberlin mua một bãi than ở Canton giữa khu phố số 3 và số 4.
Oberlin kết hôn với Marietta Gans tại Middlebranch vào năm 1878. Họ có 5 người con, John Frederick, Gertrude, Harold Vincent, Benjamin G. và Edith. Ông tái hôn với Ida Marie Keough vào ngày 1 tháng 6 năm 1921. Ông là thành viên của Nhà thờ Cải cách Ba Ngôi ở Canton.

## Sự nghiệp lập pháp
Oberlin là đảng viên Đảng Cộng hòa. Ông trở thành cảnh sát trưởng của Quận Stark từ năm 1911 đến năm 1915. Ông được bầu vào Hạ viện Ohio, đại diện cho Quận Stark vào năm 1914. Khi ở Hạ viện, Oberlin đệ trình dự luật thành lập nhà cho trẻ em khuyết tật ở Ohio. Ông được bầu vào Thượng viện Ohio, đại diện cho khu 21 (quận Stark và Carroll) vào năm 1916. Khi ở Thượng viện, Oberlin giữ chức chủ tịch ủy ban nội địa của binh lính và thủy thủ. Oberlin làm việc tại công ty bất động sản Adam W. Oberlin Agency Company.

## Tranh cử và mất tích
Vào tháng 8 năm 1917, Oberlin đánh bại Charles A. Stolberg đương nhiệm để được Đảng Cộng hòa đề cử cho chức thị trưởng Canton. Vào ngày 4 tháng 9 năm 1917, Oberlin mất tích. Vào giữa tháng 9, một người đàn ông được phát hiện đã tử vong do tự sát ở Lima gần đó nhưng thi thể được xác định là một người khác. Mặc dù đang mất tích, tên của Oberlin vẫn có trong phiếu bầu tranh cử thị trưởng, nhưng thất bại trước Charles E. Poorman. Vào cuối tháng 3 năm 1918, Oberlin được tìm thấy ở Norfolk, Virginia. Sau khi đến Norfolk vào cuối tháng 9 năm 1917, ông làm một vài công việc trước khi chuyển sang nghề thợ mộc. Ông hành nghề này ở Trạm Hải quân Norfolk, rồi sau đó là căn cứ lục quân. Theo tường thuật, trong thời gian này, Oberlin đã tưởng rằng mình tên là "A. Wegner". Oberlin quay về Ohio cùng con trai và được đưa vào một viện điều dưỡng ở Cleveland. Sau khi ông được tìm thấy ở Norfolk, có tin đồn cho rằng Oberlin đã cạo râu để che giấu lai lịch của mình. Trong cuộc phỏng vấn vào tháng 5 cùng năm, Oberlin cho biết ông bỏ đi để tránh bị bầu làm thị trưởng Canton; ông giải thích mình không còn muốn tham chính mà chỉ muốn làm công việc chân tay.

## Qua đời
Năm 1919, Oberlin chuyển đến Miami, Florida. Sau khi đến Miami, ông tranh cử chức cảnh sát trưởng Miami với tư cách ứng cử viên của Đảng Cộng hòa, nhưng thất cử. Ông được Giám đốc Cảnh sát Tư pháp Hoa Kỳ Dyson bổ nhiệm làm Nhân viên Cảnh sát Tòa án Hoa Kỳ của Miami. Ông bắt đầu chức vụ này vào ngày 1 tháng 8 năm 1921.
Ngày 15 tháng 11 năm 1921, Oberlin mất tích lần nữa. Thi thể của ông được phát hiện vào ngày 29 tháng 12 năm 1921, tại Everglades ở Quận Miami-Dade. Ông tử vong do tự sát bằng súng. Ông được an táng tại Canton.